# Mini Han
Mini Han (tiếng Hàn: 한민희; tên khai sinh Han Min-hee; sinh ngày 3 tháng 12 năm 1984) là một người mẫu và hoa hậu chuyển giới. Cô nổi danh sau khi chiến thắng cuộc thi Hoa hậu Chuyển giới Quốc tế 2010.

## Tiểu sử
Cô là con một của tay trống Han Choon-keun của Baekdoosan, một nhóm nhạc rock heavy metal huyền thoại của Hàn Quốc.
Biết mình là người chuyển giới từ khi còn rất trẻ, Mini đã tìm việc làm năm 19 tuổi để dành dụm cho ca phẫu thuật đầu tiên của mình. Cô nói: Tôi muốn kiếm tiền, nhưng tôi không biết cách để kiếm tiền. Nhưng cô đã có thể tìm được việc làm tại một quán bar dành cho người chuyển giới ở Hàn Quốc, nơi một số cơ sở như vậy thuê phụ nữ chuyển giới để giải trí cho khách thông qua trò chuyện và biểu diễn.

## Sự nghiệp
Vào năm 2010, cô đã chuyển giới thành công và sẽ đại diện Hàn Quốc tại Hoa hậu Chuyển giới Quốc tế 2010. Vuợt qua hơn 23 thí sinh, cô đã đăng quang với ngôi vị cao nhất của cuộc thi. Cô đã mang về bản quyền Miss International Queen về đất nước của cô. (Nay là Miss Korea Transgender)
Sau cuộc thi, Mini phát triển sự nghiệp kinh doanh trong lĩnh vực thời trang và là người có sức ảnh hưởng với cộng đồng chuyển giới ở Hàn Quốc.
Vào năm 2020, ở tuổi 36, Han nói rằng trước Trunk, công việc ổn định duy nhất mà cô có thể tìm được khi là một phụ nữ chuyển giới ở Hàn Quốc là tại các quán bar dành cho người chuyển giới.
Sau khi các câu lạc bộ vẫn đóng cửa, người đồng sở hữu của Trunk, Mini Han, một nhân vật hàng đầu trong lĩnh vực thời trang và không gian LGBTQ + của đất nước (cô ấy là người Hàn Quốc đầu tiên chiến thắng Hoa hậu Chuyển giới Quốc tế, một cuộc thi sắc đẹp dành cho phụ nữ chuyển giới), vẫn có thể tiếp tục công việc kinh doanh của mình, mở rộng thương hiệu Trunk với nhãn hàng hóa mới ra mắt trước đó.